# NGC 3891
NGC 3891 је спирална галаксија у сазвежђу Велики медвед која се налази на NGC листи објеката дубоког неба.
Деклинација објекта је + 30° 21' 35" а ректасцензија 11h 48m 3,2s. Привидна величина (магнитуда) објекта NGC 3891 износи 12,7 а фотографска магнитуда 13,5. NGC 3891 је још познат и под ознакама UGC 6772, MCG 5-28-31, CGCG 157-35, PGC 36832.